# 강봉균 (신경생물학자)
강봉균(姜奉均, 1961년 11월 21일~)은 대한민국의 신경생물학자이다.

## 생애
서울대학교 석좌교수이자
대한민국 국가과학자(NRF : National Honor Scientist 선정)로서의 위엄이 있는 신경생물학 분야를 대표하는 세계적인 석학으로 2000년 노벨 생리학·의학상 수상자인 미국 컬럼비아대학교 에릭 캔들 교수의 제자이다. 서울대학교에서 학사와 석사를 마치고 미국 컬럼비아 대학교 박사 과정 동안, 에릭 캔들 교수의 지도 하에 신경계 연구모델인 군소(바다달팽이, en:Aplysia)를 이용한 "학습과 기억의 메커니즘" 연구를 수행하였다. 이후 에릭 캔들 교수가 연구소장으로 있는 컬럼비아대학교 신경생물학연구소 초빙 연구원(Postdoctoral Fellow)을 거쳐 1994년에 서울대학교 교수로 부임 하였다.
부임 후 군소를 이용한 EST Database를 정립하고, 세로토닌 수용체를 클로닝하여 장기시냅스 촉진에 중요한 역할을 하는 것을 밝혔으며, ApLLP, CAMAP, ApPDE4, ApAUF1 유전자 등의 기능을 밝혔다. 더불어 분자생물학, 전기생리학, 행동실험을 통합한 연구 방법을 사용하여 군소뿐만 아니라 더 복잡한 동물모델인 쥐에서 학습과 기억의 메커니즘에 대한 연구를 진행하였다. 이 연구에서는 기억의 재구성 과정에서 일어나는 단백질 분해 과정의 중요성을 밝힌 연구와 PI3K 감마가 해마의 장기 시냅스 저하와 인지기능의 유연성에 관여한다는 것을 밝힌 연구 등이 있다.
'학습과 기억의 메커니즘 연구에서 최근에는 공동연구로 신경정신질환(통증, 가려움증, 자폐증) 등의 심화 연구를 하고 있다. 이 연구에서는 전대상피질(ACC)의 PKM 제타가 신경 병증성 통증을 유지하는데 중요하다는 것을 밝힌 연구와 Shank2 유전자가 제거된 자폐증 쥐에서 NMDA 수용체 의존적 시냅스 가소성이 사라진 것을 밝힌 연구 등이 있다.
특히 듀얼 이그래스프(dual eGRASP)등 혁신적인 분자유전학적 방법을 연구에 적용하여 새로운 기억의 저장을 중재하는 시냅스에서 일어나는 변화를 분자적 수준에서 정밀하게 밝히고 이 연구 분야를 특성화하여 학계에서 큰 주목을 받고 있다.
1.연구활동과 해외 학술 업적
이러한 연구 결과는 세계적인 3대 학술지인 Nature, Science, Cell을 비롯하여 Neuron, Nature Neuroscience, Proceedings of the National Academy of Sciences of the United States of America (PNAS) 등 230편 이상의 논문을 국제학술지(SCI:Science Citation Index)에 발표하며 해외 학계에서 연구 실적을 인정받는 석학이다. 2008년부터 해외 학술지 Molecular brain의 편집장(Editor-in-Chief)직을 맡고 있고, 2018년부터 국제뇌과학기구(IBRO, International Brain Research Organization) 산하 아시아-태평양지역 위원회(APRC) 위원장, 2022년부터 미국신경과학회(Society for Neuroscience) 학술프로그램 분과장을 역임하고 있다.
2. 연구활동의 수상 내역
2007년 교육과학기술부에서 선정하는 우수과학자 10인에 선정, 2010년 한국과학기술한림원 정회원으로 등록, 2012년에는 대한민국 국가과학자 (NRF : National Honor Scientist)에 선정 되었고, 2014년에는 서울대학교 신경생물학연구실이 국가지정연구실로 선정되었다. 미래창조과학부로부터 2016년 국가연구개발 최우수성과에 선정 되었고, 같은 해 국내 최고의 권위와 역사를 가진 대한민국학술원에서 수여하는 대한민국학술원상을 수상 했다. 2018년에는 대한민국 정부와 과학기술단체총연합회로부터 과학기술 분야 최고 권위의 상인 2018년 대한민국최고과학기술인상 대상(대통령상)에 선정 되었고, 2021년에는 [한국판 노벨상]으로 일컫는 삼성호암상 에서 2022년 [수학계 노벨상]인 필즈상을 수상한 프린스턴대 허준이 교수와 영화 기생충으로 아카데미 시상식 4관왕에 오른 봉준호 감독(예술부문) 등과 함께 화학·생명과학부문 과학상 수상 했다. 같은 해 과학기술정보통신부(장관 임혜숙)으로부터 기초연구진흥 유공자 포상을 표창 받았다. 2023년에는 IBS(기초과학연구원) 인지·사회성 연구단장에 선임 되었다.
3. 연구활동의 국내 경력
- 2012년 대한민국 국가과학자(NHS  : National Honor Scientist) 선정

- 선정기관 : 과학기술부와 한국연구재단(NRF : National Research Foundation of Korea)에서 선정
- 연구레벨 : 대한민국 기초연구 최고 수준의 과제 및 연구자로 선정
- 2014년 서울대학교 신경생물학연구실 국가지정연구실(NRF : National Research Foundation of Korea) 선정

- 선정기관 : 과학기술부와 한국연구재단(NRF : National Research Foundation of Korea)에서 선정
- 2019년 대통령 직속 국가과학기술자문회의 위원 위촉

- 2021년 서울대학교 석좌 교수로 선정
- 2023년 IBS(기초과학연구원) 인지·사회성 연구단장 선임

-                                                                                                                        
4. 학회 활동
- 2008년~ 해외 학술지 Molecular brain의 편집장(Editor-in-Chief)
- 2016년   한국뇌신경과학회 회장
- 2017년   한국뇌연구협회(세계 뇌 주간 행사를 공동 개최 하는) 회장
- 2018년~ 국제뇌과학기구(IBRO, International Brain Research Organization) 산하 아시아-태평양지역 위원회(APRC) 위원장
- 2022년~ 미국신경과학회(Society for Neuroscience) 학술프로그램 분과장
- 2025년~ 생화학분자생물학회  회장[3]

-                                                                                                                          
5. 종합(업적)
- (연구 업적)최고 레벨의 세계 3대 학술지 Nature, Science, Cell 을 포함한 해외의 국제 SCI학술지에 230편 이상의 논문을 발표하였다.
- (개인 업적)2012년에는 정부로부터 대한민국 기초 연구 분야에서 최고 수준인 국가과학자에 선정, 2014년에는 운영하는 연구실이 정부로부터 국가지정연구실(서울대학교 생명과학부 신경생물학연구실)로 선정되었고, 2021년에는 서울대학교에서 지정한 최고 권위의 석좌 교수가 되었다.
- (대학 업적)서울대학교에서 부여하는 상으로 2007 서울대학교 자연과학대학 연구대상에 이어 2011 서울대학교 우수연구상을 수상하였다.
- (학회 업적)학회에서 부여하는 상으로 2008 한국분자세포생물학회의 학술상, 생명과학상을 수상하였고, 2012 한국생화학분자생물학회의 동헌생화학상을 수상하였다.
- (정부 업적)정부에서 부여하는 상으로 2007 교육과학기술부 지정한 10인의 우수과학자에 지정, 2016년 대한민국학술원에서 수여하는 대한민국학술원상, 2016년에는 미래창조과학부에서 투표를 통해 2016년 국가연구개발 최우수성과로 선정되었다. 2018년에도 2018년을 대표하는 대한민국 최고과학기술인 대상(대통령상) 수상자로 선정되었다. 2021년에는 과학기술정보통신부(장관 임혜숙)으로부터 기초연구진흥 유공자 포상을 표창 받았다.
- (기업 업적)삼성의 창업주이자 초대 故 이병철 회장의 호를 따서 만든 한국의 노벨상 삼성호암상(과학부문)을 수상하였다.

## 학력
- 제주제일고등학교
- 서울대학교 미생물학 학사
- 서울대학교 대학원 미생물학 석사
- 컬럼비아 대학교 대학원 신경생물학 박사

## 경력
- 1992 ~ 1994 : 미국 컬럼비아대학교(Columbia University) 신경생물학연구소 초빙연구원(Postdoctoral Fellow)
- 1994 ~ 1998 : 서울대학교 유전공학연구소 조교수
- 1998 ~ 2000 : 서울대학교 유전공학연구소 부교수
- 2000 ~ 2004 : 서울대학교 자연과학대학 생명과학부 부교수
- 2004 ~  : 서울대학교 자연과학대학 생명과학부 교수
- 2008 ~  : Molecular Brain 편집위원장
- 2009 ~? : 서울대학교 자연과학대학 뇌인지과학과 교수
- 2010 ~  : 한국과학기술한림원 정회원
- 2016  : 한국뇌신경과학회 회장
- 2017  : 한국뇌연구협회 회장
- 2018 ~ : 국제뇌과학기구(IBRO, International Brain Research Organization) 산하 아시아-태평양지역 위원회(APRC) 위원장
- 2021 ~ : 서울대학교 석좌교수
- 2022 ~ : 미국신경과학회(Society for Neuroscience) 학술프로그램 분과장
- 2023 ~ : IBS(기초과학연구원) 인지·사회성 연구단장
- 2025 ~ 2025 : 생화학분자생물학회  회장[3]

## 수상
- 2007년 : 서울대학교 자연과학대학 연구대상
- 2007년 : 교육과학기술부 10인의 우수과학자상
- 2008년 : 한국분자세포생물학회 학술상
- 2008년 : 한국분자세포생물학회 생명과학상
- 2010년 : 한국과학기술한림원 정회원
- 2011년 : 서울대학교 우수연구상
- 2012년 : 한국생화학분자생물학회 동헌생화학상
- 2012년 : 경암학술상 생명과학부문
- 2012년 : 대한민국 국가과학자 (NRF : National Honor Scientist) 선정
- 2014년 : 서울대학교 신경생물학 연구실 국가지정연구실(NRF : National Research Foundation of Korea) 선정
- 2016년 : 미래창조과학부 국가연구개발최우수성과 선정
- 2016년 : 대한민국 학술원상 선정
- 2018년 : 대한민국 최고과학기술인상 대상 선정(대통령상)
- 2019년 : 대통령직속 국가과학기술자문회의 위원 위촉
- 2021년 : 삼성호암상(화학·생명과학부문) 선정
- 2021년 : 과학기술정보통신부 기초연구진흥 유공자 포상[깨진 링크(과거 내용 찾기)]
- 2025년 : 대한민국학술원 신임 회원 선출[4]